# Třída Diana
Třída Diana je třída hlídkových lodí dánského královského námořnictva na základě 40metrových hlídkových lodí německé loděnice Fassmer. Tvoří ji celkem šest jednotek.

## Pozadí vzniku
Všech šest hlídkových lodí této třídy postavila dánská loděnice Faaborg Vaerft ve spolupráci se švédskou Kockums.
Jednotky třídy Diana:
| Jméno           | Spuštěna           | Vstup do služby   | Status  |
| --------------- | ------------------ | ----------------- | ------- |
| Diana (P520)    | 27. března 2006    | 12. prosince 2007 | aktivní |
| Freja (P521)    | 29. srpna 2006     | 30. května 2008   | aktivní |
| Havfruen (P522) | 29. listopadu 2006 | 25. září 2008     | aktivní |
| Najaden (P523)  | 27. března 2007    | 11. prosince 2008 | aktivní |
| Nymfen (P524)   | 30. července 2007  | 4. května 2009    | aktivní |
| Rota (P525)     | 19. října 2007     | 12. prosince 2009 | aktivní |

## Konstrukce

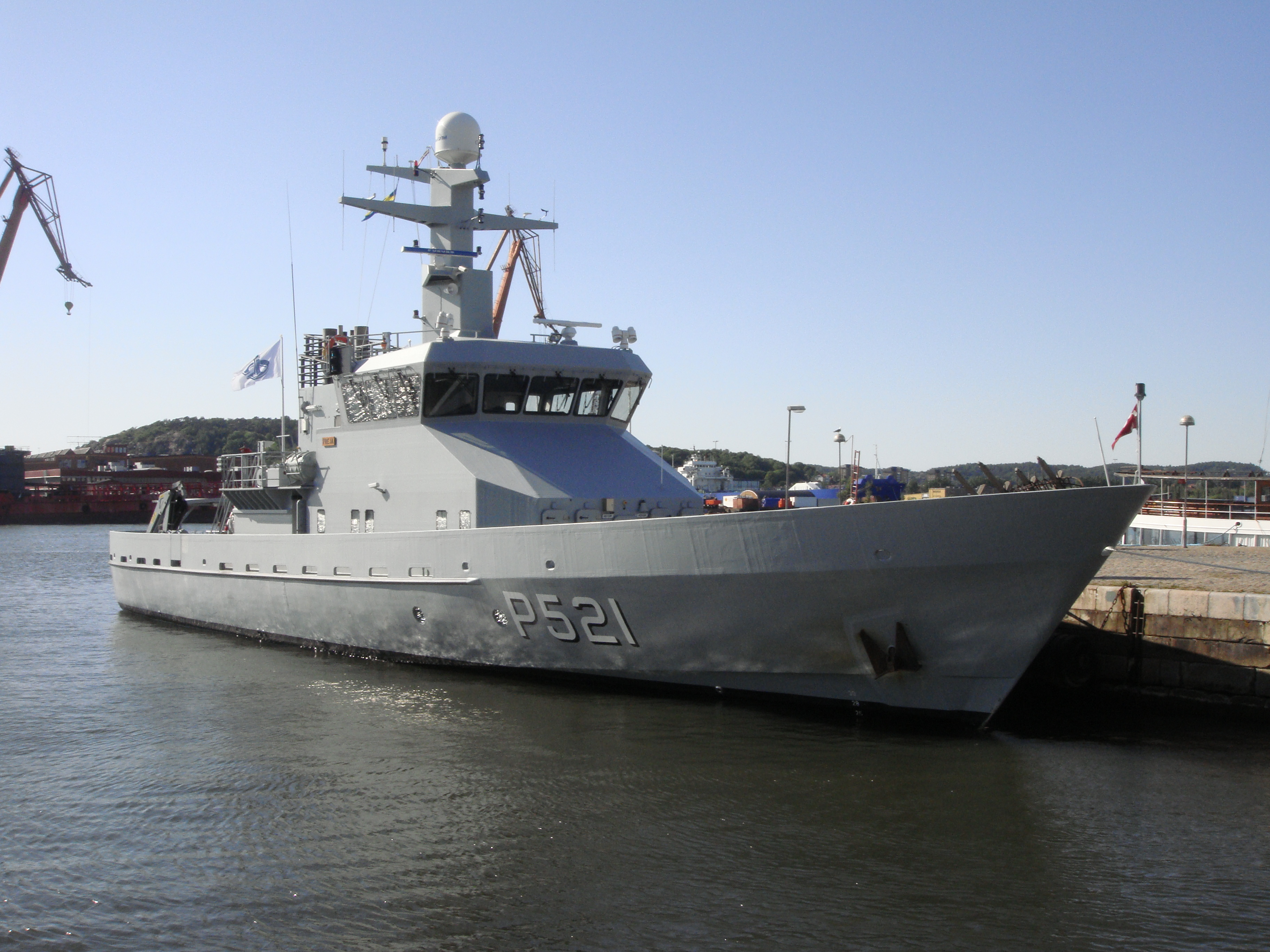
Freja (P521)

Posádku tvoří 12 osob, přičemž na palubě jsou kajuty pro další tři. Plavidla jsou vyzbrojena dvěma 12,7mm kulomety M/01 LvSa. Pohonný systém tvoří dva diesely MTU 396 16V TB94, každý o výkonu 2100 kW, roztáčející dva lodní šrouby. Nejvyšší rychlost dosahuje 25 uzlů. Dosah je 1000 námořních mil při rychlosti 15 uzlů.